# Laniarius major
El bubú grande (Laniarius major) es una especie de ave paseriforme de la familia Malaconotidae propia del África subsahariana.
Anteriormente se consideraba conespecífico del bubú abisinio, el bubú de Cassin y el bubú somalí, que formaban un complejo críptico de especies con numerosas subespecies y morfos, que ahora se ha escindido en varias especies.

## Descripción
Como indica su nombre, el bubú grande es un malaconótidos de tamaño bastante grande, que mide entre 23–25 cm de largo. Su peso varía entre los 38 y 70 g, aunque lo habitual entre los adultos es que pesen entre 50 y 60 g. De media las hembras son un poco más pequeñas que los machos, pero como las variaciones individuales de tamaño son tan grandes no puden diferenciarse por el tamaño. Sus alas miden una media de 98 mm (entre 85 y 110), su cola solo es dos milímetros más larga, tanto de media como en su rango de variación. Su tarso mide entre 29–37 mm de largo, con una media de 33 mm, mientras que el culmen de su pico mide alrededor de 20 mm en unas poblaciones y llega a los 25 mm en otras. A diferencia de las demás medidas que presentan principalmente variación individual, la longitud del pico es una variación característica de cada subespecie.
Los machos y las hembras no solo son de tamaño similar, sino que también tienen el plumaje igual. Las partes superiores del cuerpo y la cola de los adultos. son de color negro con brillo azul, salvo un moteado blanco en el obispillo, visible solo cuando tiene extendidas las alas y las plumas del obispillo erizadas. Sus partes inferiores son blancas, en algunas poblaciones presenta un tono anteado o rosado en el pecho y flancos, que no siempre es apreciable excepto cuando hay buena luz. Las alas en la mayoría de las subespecies tienen una lista blanca que se extiende por las plumas coberteras, y en algunas de las rémiges secundarias. La punta de las plumas exteriores de la cola pueden ser blancas en algunas subespecies. Su pico es negro y las patas son de color gris azulado. El iris de sus ojos es pardo rojizo.
Los polluelos están desnudos al eclosionar y tienen la piel de color rosado parduzco, luego adquieren un plumón ralo. Presentan motas dentro del pico que exhiben a sus padres para que les alimenten. Los juveniles tienen un plumaje similar al de los adultos, pero de tonos más discretos. Sus partes superiores con parduzcas, con moteado ocre o amarillento en las puntas de las plumas, que forman un veteado en la espalda y obispillo. La lista de las alas, si está presente, es difusa. Las partes inferiores son blanquecinas con listado pardo, especialmente en los flancos. Las coberteras de la parte inferior de la cola son anteadas. Su pico es pardo grisáceo, más claro en la parte inferior. Los inmaduros independientes de sus padres han perdido la mayor parte del veteado (excepto el de las coberteras de las alas), pero la franja de su alas y partes superiores todavía son blanquecinos, con tonos pardos en los flancos. Las manchas blancas de la punta de las puntas de las alas aparecen en este periodo.
Los ejemplares de las poblaciones de las zonas más noroccidentales de major pueden confundirse con el bubú de Turati (L. turatii), que no tienen banda blanca en las alas, presenta la barbilla anteada y el vientre blanco, mientras que los major del límite sur de la cuenca del Congo parecen casi idénticos al bubú bicolor (L. bicolor), pero este tiene las partes inferiores de color blanco puro, y sus hembras emiten una característica llamada en duetos similar a los chasquidos de un engranaje. Las poblaciones del sur (mossambicus y especialmente limpopoensis) se parecen al bubú ferrugíneo (L. ferrugineus), pero tienen las partes superiores negras, en lugar de negruzcas y pardas, pero son difíciles de diferenciar en la distancia. Cuando el bubú grande se solapa con otros Laniarius, raramente se encuentran en el mismo hábitat.

### Sonidos
Esta especie es más fácil de escuchar que de ver, y sus cantos pueden ayudar a localizarlos. Para emitir llamadas se alejan del suelo, donde suelen desarrollar sus actividades normales, en posaderos despejados. Además inclinan la cabeza y arquean su cuerpo al emitir sonidos, haciéndolos más conspicuos. Sus llamadas de tipo «bu bu» son el origen de su nombre común, y pueden extenderse en u bullicioso bobobobo. Las llamadas son más altas y agudas para anunciar su presencia, y más bajas y graves para mantener el contacto entre los miembros del grupo mientras se alimentan en el suelo. Como otros miembros de su familia, tienen un repertorio vocal amplio, que incluye duetos de dos individuos, sean una pareja macho-hembra o dos machos con territorios con territorios adyacentes; en la que dan notas alternativamente en secuencias tan rápidas que parecen emitidas por un solo ave, y también un mismo individuo puede cantar con dos voces diferentes, especialmente si han perdido su pareja. Los machos suelen empezar más duetos, y sus emisiones son silbidos menos agudos y graznidos más ásperos.
Cada dueto generalmente consta de un intercambio, de dos o tres llamadas en total. Pero se han registrado intercambios de hasta siete. El dueto puede repetirse hasta 75 veces, y en experimentos en los que los pájaros son enfrentados a grabaciones, pueden llegar hasta los doscientos. Existe una docena o más de tipos de duetos, y algunos parecen entrañar información específica, formando una especie de lenguaje animal tipo código morse. Entre las secuencias de duetos típicas se encuentran hoooooo-ho-ho, hoho-u-ho, hoo-hii-hoo, haw-Weeer-haw, hoou-Weer-hoou, houhou-Weeer y bobobobo-Weeer. Durante los enfrentamientos territoriales de la subespecie major, cantan con una gran variedad de tipos de duetos.
Los pájaros del norte generalmente emiten silbidos resonantes tipo hooo o hoou, ya sean cortos o largos. Las poblaciones del sur gritan Weeer y krzzzz, emiten graznidos tipo Haaw repiqueteantes Ke-Ke-Ke. Además los machos emiten llamadas metálicas tipo Tschanananana en momentos de agresión o durante el cortejo. Las poblaciones del este también pueden emiten llamadas tipo lit-tuu-iii al final de la exhibición de cortejo. Sus llamadas de alarma también son variadas.
Esta especie puede hacer duetos con el bubú fúnebre (L. funebris). Son también comunes los tríos, especialmente entre los individuos jóvenes que están aprendiendo a cantar, y se unen a las parejas que cantan. Los polluelos pían repetidamente cuando quieren ser alimentados, como es habitual en los paseriformes.

## Taxonomía

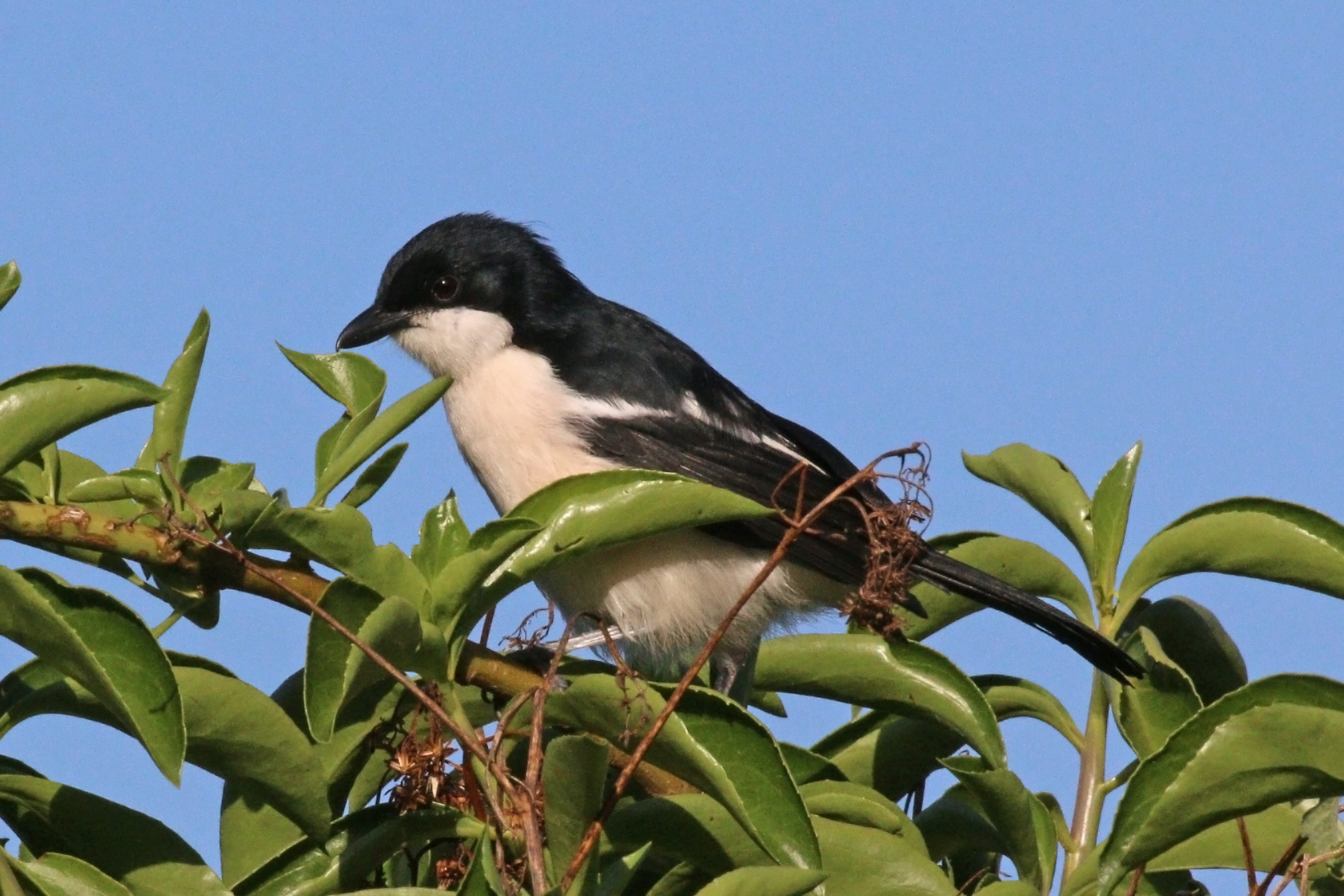
L. m. ambiguus en Kenia.

Tradicionalmente se reconocían siete subespecies de bubú grande, considerando al bubú abisinio una especie separada. A finales del siglo XX algunos taxónomos englobaron a ambos en un complejo con Laniarius ferrugineus, que en la actualidad su refiere solo al bubú ferrugíneo del sur.
Estudios genéticos de ADN mitocondrial y nuclear posteriores indicaron que la clasificación tradicional del bubú grande era un complejo críptico de especies polifilético, escindiéndo tres nuevas especies: bubú abisinio, el bubú de Cassin y el bubú somalí, separadas del bubú grande y del bubú ferrugíneo.
Actualmente se reconocen cuatro subespecies:
- L. m. major – se encuentra desde Sierra Leona hasta Sudán, y la región de los Grades Lagos, salvo en la cuenca del Congo interior al suroeste del escarpe de Angola. intergrada con mossambicus en el sureste de la cuenca del Congo. Presenta una lista larga y estrecha en las coberteras medianas y grandes de las alas que suele prolongarse por las rémiges secundarias. Su pecho y vientre presenta tonos rosados (especialmente en las poblaciones del norte) o blanquecina en las poblaciones del sur. Las puntas de las plumas exteriores de su cola pueden ser blancas.
- L. m. ambiguus – se encuentra en los montes del este de Kenia y noreste de Tanzania. La banda blanca de las alas es corta y se extiende por las coberteras medianas. Su pecho y vientre son rosados. Las puntas de las plumas exteriores de la cola pueden ser blancas.
- L. m. mossambicus – se encuentra en el sur la República Democrática del Congo, el sur de Tanzania, el este de Zambia, Malaui, el este de Mozambique y el norte de Zimbabue.[7] Intergrada con major en el sureste de la cuenca del Congo. Es más pequeña y con las partes inferiores más anteadas que las poblaciones del norte. Presenta largas bandas blancas en las alas como major. Las plumas exteriores de su cola nunca tienen las puntas blancas.
- L. m. limpopoensis – se extiende del oeste de Mozambique al sur de Zimbabue y el norte de Sudáfrica. Hibrida con el bubú ferrugíneo (L. ferrugineus) en el valle del Limpopo. Es la que presenta tonos más antados, sin tonos rosados. Tiene listas estrechas en las alas como major. Las plumas exteriores de su cola nunca presentan las puntas blancas.

## Distribución y hábitat

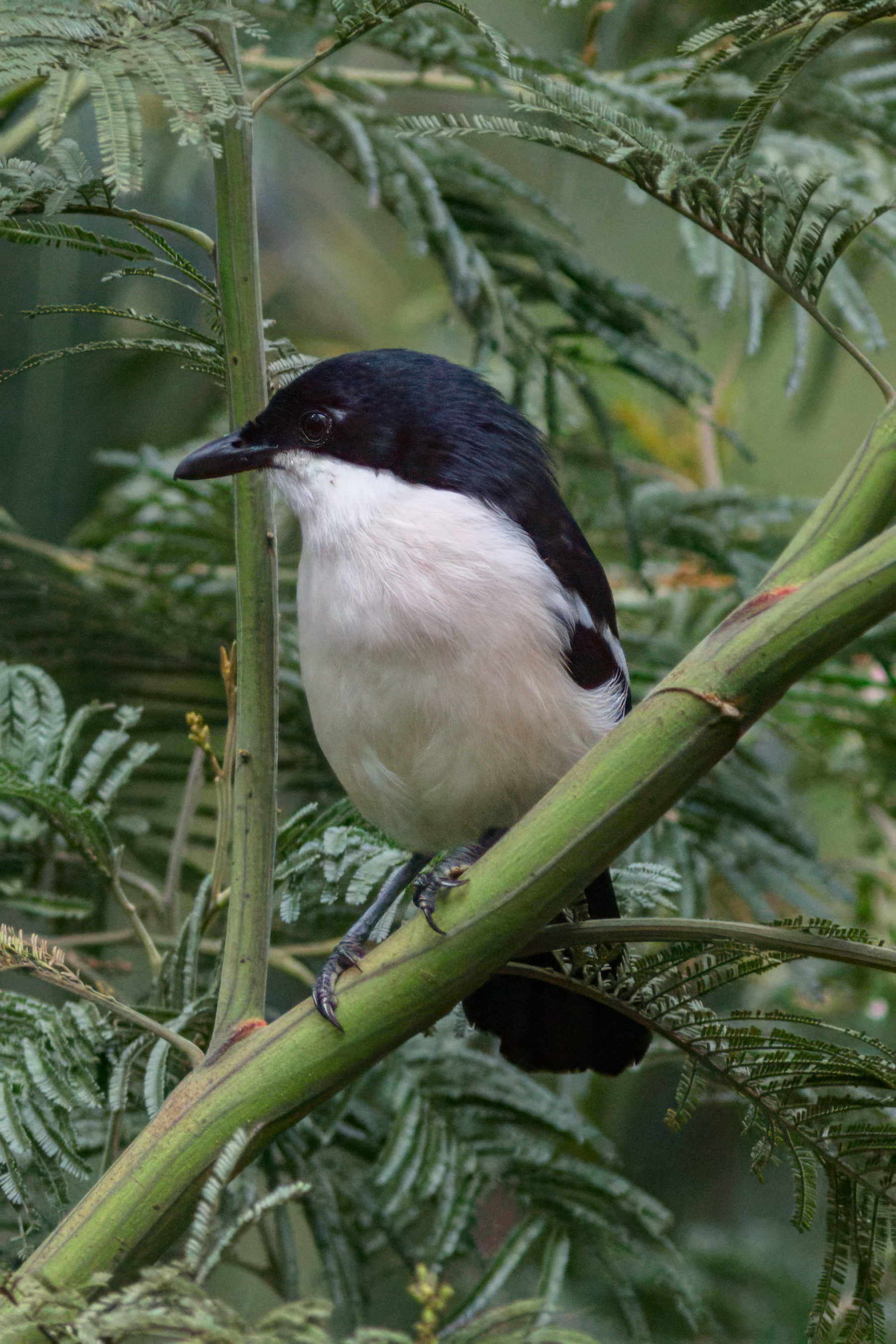
Ejemplar en el parque nacional de la Selva Impenetrable de Bwindi, Uganda.

El bubú grande se encuentra desde los 10° latitud norte hasta el río Limpopo en Sudáfrica. En el oeste de África, se encuentra desde Costa de Marfil hasta unos 5° N; y no se encuentra más al sur por la costa atlántica y la cuenca del Congo interior, pero se ocupa el escarpe de Angola. Tampoco aparece en el norte de Somalia, el este de Etiopía y Kenia, y el centro de Tanzania además de la cuenca baja del río Ruvuma River. No es un ave migratoria y solo realiza desplazamientos locales. Se sabe que se traslada estacionalmente en Kenia. Se han registrado ejemplares divagantes hasta Senegal, y una vez se registró supuestamente un ejemplar de esta especie en la isla de Bioko.
No se encuentra en regiones muy áridas o en selvas densas, pero se encuentra en las montañas hasta los 3.000 m s. n. m. Necesita cobertura del suelo densa, se puede encontrar en gran variedad de hábitats forestales y los límites de los bosques, incluyendo la sabana, el miombo y los jardines y parques urbanos. En las partes más secas de su área de distribución, generalmente se restringe a los bosques ribereños. La vegetación típica de este hábitat son plantas como el enebro africano (Juniperus procera), los helechos (Pteridium), y matorrales de Rosoideae y Brachystegia.

## Comportamiento
Los bubús grandes defienden un territorio de cría de unas 1–3 hectáreas. Fuera de la época de cría se desplazan en una zona más grande, de unas 8 hectáreas y son más tolerantes con otros miembros de su especie, a veces formando bandadas ruidosas. Raramente vuelan grandes distancias y suelen deambular entre los matorrales y la parte baja de los árboles como los cucales (Centropus), o caminar por el suelo, parando para vigilar en alerta con la cola ligeramente alzada. Cuando están asustados hacen un vuelo lento y descendente, exhibiendo su obispillo y emitiendo llamadas de advertencia, antes de ponerse a cubierto. Las palabras realizan acicalado mutuo. Al menos las poblaciones del sur mudan todo su plumaje tras la época de cría.
El bubú grande puede ser común localmente, con 100 individuos por kilómetro cuadrado, mientras que en otros lugares solo se registra un individuo por metro cuadrado. En general es un ave abundante por lo que se clasifica como especie bajo preocupación menor. Se registró un individuo anillado que llegó a vivir diez años.

### Alimentación
Suele buscar alimento cerca del suelo, y no asciende a las copas de los árboles a menudo. Agarra las presas grandes con sus patas mientras se las come. Al igual que sus congéneres y los alcaudones, el bubú grande empala a sus presas en las espinas de los arbustos para almacenarlas, y también las introduce en grietas.
Su dieta se compone de muchas clases de invertebrados terrestres (como termitas, escarabajos, mantis, ortópteros y algún lepidóptero) y sus larvas, además de pequeños vertebrados, como gecos, lagartijas, anfibios, roedores, y pequeñas serpientes. Además a veces saquea los nidos de otras aves, y ocasionalmente come caracoles y frutos.

### Reproducción
Esta especie es monógama. El bubú grande, como otras aves tropicales, no tiene una época de cría fija. Alrededor del Ecuador, puede criar en cualquier época del año. Más al norte y al sur, el pico de reproducción se produce al final de la primavera y el inicio del verano, al inicio de la estación de lluvias; y no se produce reproducción o muy poca al final del otoño y comienzo del invierno, cuando empieza la estación seca. El cortejo empieza con el macho persiguiendo a la hembra, ambos saltando de rama en rama, y el macho haciendo inclinaciones de cabeza y reverencias, y emitiendo graznidos y silbidos bajos. Además hace exhibiciones de vuelo planeando o descendiendo exponiendo su obispillo moteado en blanco y produciendo ruidos mecánicos con sus rémiges. El clímax del cortejo es cuando el macho con las alas caídas, la cola desplegada con el obispillo erizado emite repetidamente llamadas. Entonces las parejas pueden iniciar duetos.
Ambos miembros de la pareja construyen un nido endeble en forma de cuenco, aunque la hembra hace la mayor parte del trabajo. Está compuesto por palitos, zarcillos, y pequeñas raíces y ocasionalmente hierba y trozos de corteza, unidos con telarañas y a veces con fibras más finas en el interior. Sus paredes son gruesas, entre un y cinco centímetros, pero de estructura holgada, y los huevos a menudo pueden verse desde el exterior. El nido mide entre 10 y 20 cm de diámetro, con un interior poco profundo de unos 8 cm de diámetro y 2–5 cm de profundidad. Está situado a una gran variedad de alturas, desde unas pocas decenas de centímetros del suelo sobre un matorral, como varias decenas de metros en la copa de un árbol, aunque normalmente lo sitúan a una altura de alrededor de 3 m en un arbusto, sobre la horquilla de una rama horizontal, o sobre una liana. Los lugares de anidamiento a menudo son arbustos solitarios, que proporcionan cobertura mientras les permiten vigilar el terreno circundante.
La hembra pone tres huevos, a veces dos, de colores del azulado al verde cremoso con moteado pardo o lila, que miden alrededor de 22–27 por 17–19 mm, o una media de 25 por 18,3 mm. Ambos progenitores incuban los huevos, aunque las hembras dedican más tiempo a la incubación. Los huevos eclosionan a los 14–16 días, y los polluelos tardan el mismo tiempo en desarrollarse. Los padres generalmente destruyen el nido cuando los polluelos lo dejan. Los progenitores continúan alimentando a su prole unas siete semanas más después de dejar el nido, hasta que estos pueden buscar alimento por sí mismos. Los juveniles permanecen con sus padres unos cinco meses.
El cuco negro (Cuculus clamosus) es un parásito de puesta común de esta especie, parasitando un 2% de los nidos. Cuando los bubús grandes localizan a los cucos negros suelen acosarlos para echarlos de su territorio, y lo consiguen con frecuencia. Sin embargo, otras parejas son muy ineficaces en prevenir el parasitismo de puesta y lo sufren varias veces al año.